# Gran Premio di superbike d'Europa 2008
Il Gran Premio di Superbike d'Europa 2008 è stata l'undicesima prova su quattordici del campionato mondiale Superbike 2008, è stato disputato il 7 settembre sul Circuito di Donington Park e in gara 1 ha visto la vittoria di Troy Bayliss davanti a Tom Sykes e Max Biaggi, la gara 2 è stata vinta da Ryūichi Kiyonari che ha preceduto Cal Crutchlow e Troy Corser.
La vittoria nella gara valevole per il campionato mondiale Supersport 2008 è stata ottenuta da Joshua Brookes.
Per quanto concerne la Superstock 1000 FIM Cup il successo è stato ottenuto da Xavier Siméon, alla seconda vittoria stagionale, davanti a due piloti italiani: Alessandro Polita su Ducati e Davide Giugliano su Suzuki.

## Risultati

### Gara 1

#### Arrivati al traguardo[5]
| Pos. | Nº | Pilota             | Squadra                        | Motocicletta       | Giri | Tempo     | Griglia | Punti |
| ---- | -- | ------------------ | ------------------------------ | ------------------ | ---- | --------- | ------- | ----- |
| 1º   | 21 | Troy Bayliss       | Ducati Xerox                   | Ducati 1098 F08    | 19   | 29:55.384 | 1º      | 25    |
| 2º   | 66 | Tom Sykes          | Rizla Suzuki                   | Suzuki GSX-R1000 k | 19   | +0:01.266 | 7º      | 20    |
| 3º   | 3  | Max Biaggi         | Sterilgarda Go Eleven          | Ducati 1098 RS 08  | 19   | +0:28.636 | 6º      | 16    |
| 4º   | 36 | Gregorio Lavilla   | Ventaxia VK Honda              | Honda CBR1000RR    | 19   | +0:33.566 | 15º     | 13    |
| 5º   | 34 | Yukio Kagayama     | Suzuki Alstare                 | Suzuki GSX-R1000   | 19   | +0:35.966 | 24º     | 11    |
| 6º   | 96 | Jakub Smrž         | Guandalini Racing              | Ducati 1098 RS 08  | 19   | +0:36.034 | 16º     | 10    |
| 7º   | 10 | Fonsi Nieto        | Suzuki Alstare                 | Suzuki GSX-R1000   | 19   | +0:36.442 | 23º     | 9     |
| 8º   | 91 | Leon Haslam        | HM Plant Honda                 | Honda CBR1000RR    | 19   | +0:41.633 | 12º     | 8     |
| 9º   | 31 | Karl Muggeridge    | D.F. Racing                    | Honda CBR1000RR    | 19   | +0:42.075 | 19º     | 7     |
| 10º  | 80 | James Ellison      | Hydrex Bike Animal Honda       | Honda CBR1000RR    | 19   | +0:43.476 | 5º      | 6     |
| 11º  | 94 | David Checa        | Yamaha France Ipone GMT 94     | Yamaha YZF-R1      | 19   | +1:12.578 | 17º     | 5     |
| 12º  | 86 | Ayrton Badovini    | Team Pedercini                 | Kawasaki ZX-10R    | 19   | +1:13.147 | 21º     | 4     |
| 13º  | 38 | Shin'ichi Nakatomi | YZF Yamaha                     | Yamaha YZF-R1      | 19   | +1:34.664 | 30º     | 3     |
| 14º  | 88 | Shūhei Aoyama      | Alto Evolution Honda Superbike | Honda CBR1000RR    | 19   | +1:56.726 | 29º     | 2     |

#### Ritirati
| Nº  | Pilota            | Squadra                        | Motocicletta      | Giri | Griglia |
| --- | ----------------- | ------------------------------ | ----------------- | ---- | ------- |
| 111 | Rubén Xaus        | Sterilgarda Go Eleven          | Ducati 1098 RS 08 | 19   | 4º      |
| 13  | Vittorio Iannuzzo | Team Pedercini                 | Kawasaki ZX-10R   | 19   | 28º     |
| 73  | Christian Zaiser  | Grillini PBR                   | Yamaha YZF-R1     | 19   | 31º     |
| 57  | Lorenzo Lanzi     | R.G. Team                      | Ducati 1098 RS 08 | 14   | 18º     |
| 44  | Roberto Rolfo     | Hannspree Honda Althea         | Honda CBR1000RR   | 12   | 25º     |
| 84  | Michel Fabrizio   | Ducati Xerox                   | Ducati 1098 F08   | 10   | 10º     |
| 11  | Troy Corser       | Yamaha Motor Italia WSB        | Yamaha YZF-R1     | 9    | 8º      |
| 100 | Makoto Tamada     | Kawasaki PSG-1 Corse           | Kawasaki ZX-10R   | 9    | 27º     |
| 41  | Noriyuki Haga     | Yamaha Motor Italia WSB        | Yamaha YZF-R1     | 9    | 11º     |
| 7   | Carlos Checa      | Hannspree Ten Kate Honda       | Honda CBR1000RR   | 9    | 3º      |
| 194 | Sébastien Gimbert | Yamaha France Ipone GMT 94     | Yamaha YZF-R1     | 6    | 22º     |
| 55  | Régis Laconi      | Alstare Suzuki                 | Suzuki GSX-R1000  | 5    | 26º     |
| 76  | Max Neukirchner   | Ventaxia VK Honda              | Honda CBR1000RR   | 5    | 14º     |
| 9   | Chris Walker      | Kawasaki PSG-1 Corse           | Kawasaki ZX-10R   | 5    | 13º     |
| 50  | Matt Lynn         | Alto Evolution Honda Superbike | Honda CBR1000RR   | 3    | 32º     |
| 22  | Luca Morelli      | D.F. Racing                    | Honda CBR1000RR   | 3    | 33º     |
| 35  | Cal Crutchlow     | HM Plant Honda                 | Honda CBR1000RR   | 2    | 9º      |
| 23  | Ryūichi Kiyonari  | Hannspree Ten Kate Honda       | Honda CBR1000RR   | 1    | 2º      |
| 54  | Kenan Sofuoğlu    | Hannspree Ten Kate Honda       | Honda CBR1000RR   | 1    | 20º     |

### Gara 2

#### Arrivati al traguardo[6]
| Pos. | Nº  | Pilota             | Squadra                        | Motocicletta       | Giri | Tempo     | Griglia | Punti |
| ---- | --- | ------------------ | ------------------------------ | ------------------ | ---- | --------- | ------- | ----- |
| 1º   | 23  | Ryūichi Kiyonari   | Hannspree Ten Kate Honda       | Honda CBR1000RR    | 23   | 40:26.508 | 2º      | 25    |
| 2º   | 35  | Cal Crutchlow      | HM Plant Honda                 | Honda CBR1000RR    | 23   | +0:02.261 | 9º      | 20    |
| 3º   | 11  | Troy Corser        | Yamaha Motor Italia WSB        | Yamaha YZF-R1      | 23   | +0:09.727 | 8º      | 16    |
| 4º   | 80  | James Ellison      | Hydrex Bike Animal Honda       | Honda CBR1000RR    | 23   | +0:20.227 | 5º      | 13    |
| 5º   | 84  | Michel Fabrizio    | Ducati Xerox                   | Ducati 1098 F08    | 23   | +0:27.475 | 10º     | 11    |
| 6º   | 3   | Max Biaggi         | Sterilgarda Go Eleven          | Ducati 1098 RS 08  | 23   | +0:28.051 | 6º      | 10    |
| 7º   | 36  | Gregorio Lavilla   | Ventaxia VK Honda              | Honda CBR1000RR    | 23   | +0:30.922 | 15º     | 9     |
| 8º   | 111 | Rubén Xaus         | Sterilgarda Go Eleven          | Ducati 1098 RS 08  | 23   | +0:38.353 | 4º      | 8     |
| 9º   | 7   | Carlos Checa       | Hannspree Ten Kate Honda       | Honda CBR1000RR    | 23   | +0:50.196 | 3º      | 7     |
| 10º  | 66  | Tom Sykes          | Rizla Suzuki                   | Suzuki GSX-R1000 k | 23   | +0:57.346 | 7º      | 6     |
| 11º  | 57  | Lorenzo Lanzi      | R.G. Team                      | Ducati 1098 RS 08  | 23   | +1:03.093 | 18º     | 5     |
| 12º  | 96  | Jakub Smrž         | Guandalini Racing              | Ducati 1098 RS 08  | 23   | +1:06.697 | 16º     | 4     |
| 13º  | 44  | Roberto Rolfo      | Hannspree Honda Althea         | Honda CBR1000RR    | 23   | +1:08.057 | 25º     | 3     |
| 14º  | 76  | Max Neukirchner    | Alstare Suzuki                 | Suzuki GSX-R1000   | 23   | +1:15.276 | 14º     | 2     |
| 15º  | 55  | Régis Laconi       | Kawasaki PSG-1 Corse           | Kawasaki ZX-10R    | 23   | +1:38.848 | 26º     | 1     |
| 16º  | 100 | Makoto Tamada      | Kawasaki PSG-1 Corse           | Kawasaki ZX-10R    | 22   | +1 giro   | 27º     |       |
| 17º  | 88  | Shūhei Aoyama      | Alto Evolution Honda Superbike | Honda CBR1000RR    | 22   | +1 giro   | 29º     |       |
| 18º  | 38  | Shin'ichi Nakatomi | YZF Yamaha                     | Yamaha YZF-R1      | 22   | +1 giro   | 30º     |       |
| 19º  | 34  | Yukio Kagayama     | Suzuki Alstare                 | Suzuki GSX-R1000   | 22   | +1 giro   | 24º     |       |

#### Ritirati
| Nº  | Pilota            | Squadra                        | Motocicletta     | Giri | Griglia |
| --- | ----------------- | ------------------------------ | ---------------- | ---- | ------- |
| 31  | Karl Muggeridge   | D.F. Racing                    | Honda CBR1000RR  | 21   | 19º     |
| 91  | Leon Haslam       | HM Plant Honda                 | Honda CBR1000RR  | 20   | 12º     |
| 94  | David Checa       | Yamaha France Ipone GMT 94     | Yamaha YZF-R1    | 18   | 17º     |
| 10  | Fonsi Nieto       | Suzuki Alstare                 | Suzuki GSX-R1000 | 18   | 23º     |
| 50  | Matt Lynn         | Alto Evolution Honda Superbike | Honda CBR1000RR  | 18   | 32º     |
| 9   | Chris Walker      | Ventaxia VK Honda              | Honda CBR1000RR  | 16   | 13º     |
| 21  | Troy Bayliss      | Ducati Xerox                   | Ducati 1098 F08  | 12   | 1º      |
| 41  | Noriyuki Haga     | Yamaha Motor Italia WSB        | Yamaha YZF-R1    | 9    | 11º     |
| 73  | Christian Zaiser  | Grillini PBR                   | Yamaha YZF-R1    | 7    | 31º     |
| 86  | Ayrton Badovini   | Team Pedercini                 | Kawasaki ZX-10R  | 6    | 21º     |
| 22  | Luca Morelli      | D.F. Racing                    | Honda CBR1000RR  | 3    | 33º     |
| 194 | Sébastien Gimbert | Yamaha France Ipone GMT 94     | Yamaha YZF-R1    | 2    | 22º     |
| 13  | Vittorio Iannuzzo | Team Pedercini                 | Kawasaki ZX-10R  | 2    | 28º     |

### Supersport

#### Arrivati al traguardo[3]
| Pos. | Nº  | Pilota               | Squadra                    | Motocicletta    | Giri | Tempo     | Griglia | Punti |
| ---- | --- | -------------------- | -------------------------- | --------------- | ---- | --------- | ------- | ----- |
| 1º   | 25  | Joshua Brookes       | Hannspree Stiggy Motors.   | Honda CBR600RR  | 22   | 34:53.607 | 4º      | 25    |
| 2º   | 88  | Andrew Pitt          | Hannspree Ten Kate Honda   | Honda CBR600RR  | 22   | + 0.872   | 15º     | 20    |
| 3º   | 65  | Jonathan Rea         | Hannspree Ten Kate Honda   | Honda CBR600RR  | 22   | + 4.846   | 2º      | 16    |
| 4º   | 77  | Barry Veneman        | RES Software Hoegee Suzuki | Suzuki GSX-R600 | 22   | + 5.066   | 3º      | 13    |
| 5º   | 33  | Hudson Kennaugh      | Raceways Yamaha            | Yamaha YZF-R6   | 22   | + 8.604   | 8º      | 11    |
| 6º   | 127 | Robbin Harms         | Hannspree Stiggy Motors.   | Honda CBR600RR  | 22   | + 8.990   | 12º     | 10    |
| 7º   | 26  | Joan Lascorz         | Glaner Motocard.com        | Honda CBR600RR  | 22   | + 15.660  | 10º     | 9     |
| 8º   | 83  | Didier van Keymeulen | RES Software Hoegee Suzuki | Suzuki GSX-R600 | 22   | + 16.674  | 5º      | 8     |
| 9º   | 14  | Matthieu Lagrive     | Intermoto Czech            | Honda CBR600RR  | 22   | + 17.081  | 1º      | 7     |
| 10º  | 23  | Broc Parkes          | Yamaha World Supersport    | Yamaha YZF-R6   | 22   | + 20.474  | 20º     | 6     |
| 11º  | 105 | Gianluca Vizziello   | Berry Racing               | Honda CBR600RR  | 22   | + 21.110  | 24º     | 5     |
| 12º  | 50  | Eugene Laverty       | Yamaha World Supersport    | Yamaha YZF-R6   | 22   | + 26.338  | 21º     | 4     |
| 13º  | 8   | Mark Aitchison       | Triumph Italia BE1 Racing  | Triumph 675     | 22   | + 26.597  | 17º     | 3     |
| 14º  | 21  | Katsuaki Fujiwara    | Kawasaki Gil Motor Sport   | Kawasaki ZX-6R  | 22   | + 29.104  | 11º     | 2     |
| 15º  | 126 | Chris Martin         | Kawasaki Gil Motor Sport   | Kawasaki ZX-6R  | 22   | + 30.603  | 14º     | 1     |
| 16º  | 69  | Gianluca Nannelli    | Hannspree Honda Althea     | Honda CBR600RR  | 22   | + 39.201  | 16º     |       |
| 17º  | 55  | Massimo Roccoli      | Yamaha Lorenzini by Leoni  | Yamaha YZF-R6   | 22   | + 39.505  | 26º     |       |
| 18º  | 47  | Ivan Clementi        | Triumph Italia BE1 Racing  | Triumph 675     | 22   | + 40.004  | 22º     |       |
| 19º  | 199 | Danilo Dell'Omo      | HP Racing                  | Honda CBR600RR  | 22   | + 41.030  | 9º      |       |
| 20º  | 81  | Graeme Gowland       | Berry Racing               | Honda CBR600RR  | 22   | + 53.383  | 31º     |       |
| 21º  | 34  | Balázs Németh        | Factory Racing             | Honda CBR600RR  | 22   | +1:10.076 | 25º     |       |
| 22º  | 67  | Bryan Staring        | Intermoto Czech            | Honda CBR600RR  | 22   | +1:19.610 | 30º     |       |
| 23º  | 53  | Midge Smart          | CRS Grand Prix             | Honda CBR600RR  | 22   | +1:19.931 | 28º     |       |
| 24º  | 51  | Santiago Barragán    | Glaner Motocard.com        | Honda CBR600RR  | 21   | +1 giro   | 33º     |       |

#### Ritirati
| Nº  | Pilota          | Squadra                | Motocicletta   | Giri | Griglia |
| --- | --------------- | ---------------------- | -------------- | ---- | ------- |
| 4   | Lorenzo Alfonsi | CRS Grand Prix         | Honda CBR600RR | 19   | 23º     |
| 117 | Denis Sacchetti | Factory Racing         | Honda CBR600RR | 14   | 29º     |
| 44  | David Salom     | Yamaha Spain           | Yamaha YZF-R6  | 12   | 32º     |
| 19  | Paweł Szkopek   | Triumph - SC           | Triumph 675    | 10   | 13º     |
| 30  | Jesco Günther   | Benjan Racing          | Honda CBR600RR | 2    | 18º     |
| 31  | Vesa Kallio     | Benjan Racing          | Honda CBR600RR | 1    | 7º      |
| 11  | Russell Holland | Hannspree Honda Althea | Honda CBR600RR | 1    | 6º      |
| 27  | Rob Frost       | Team Buff              | Triumph 675    | 0    | 19º     |
| 17  | Miguel Praia    | Parkalgar Racing       | Honda CBR600RR | 0    | 27º     |

### Superstock 1000 FIM Cup

#### Arrivati al traguardo[4]
| Pos. | Nº  | Pilota             | Squadra                      | Motocicletta        | Giri | Tempo     | Griglia | Punti |
| ---- | --- | ------------------ | ---------------------------- | ------------------- | ---- | --------- | ------- | ----- |
| 1º   | 19  | Xavier Siméon      | Alstare Suzuki               | Suzuki GSX-R1000    | 12   | 21:30.092 | 1º      | 25    |
| 2º   | 53  | Alessandro Polita  | Sterilgarda Go Eleven        | Ducati 1098R        | 12   | +16.090   | 4º      | 20    |
| 3º   | 34  | Davide Giugliano   | Cruciani Moto Suzuki Italia  | Suzuki GSX-R1000 K8 | 12   | +34.318   | 7º      | 16    |
| 4º   | 155 | Brendan Roberts    | Ducati Xerox Junior          | Ducati 1098R        | 12   | +37.319   | 5º      | 13    |
| 5º   | 10  | Jon Kirkham        | Raceways Yamaha              | Yamaha YZF-R1       | 12   | +44.199   | 3º      | 11    |
| 6º   | 21  | Maxime Berger      | Hannspree IDS Ten Kate Honda | Honda CBR1000RR     | 12   | +45.333   | 8º      | 10    |
| 7º   | 15  | Matteo Baiocco     | O Six Kawasaki Supported     | Kawasaki ZX-10R     | 12   | +47.888   | 13º     | 9     |
| 8º   | 14  | Filip Backlund     | MTM Racing                   | Suzuki GSX-R1000 K8 | 12   | +49.623   | 16º     | 8     |
| 9º   | 77  | Barry Liam Burrell | MS Racing                    | Honda CBR1000RR     | 12   | +50.461   | 15º     | 7     |
| 10º  | 92  | Jure Stibilj       | MD Team Jerman               | Honda CBR1000RR     | 12   | +51.416   | 24º     | 6     |
| 11º  | 89  | Domenico Colucci   | Ducati Xerox Junior          | Ducati 1098R        | 12   | +52.516   | 17º     | 5     |
| 12º  | 16  | Raymond Schouten   | Vd Heyden Motors Yamaha      | Yamaha YZF-R1       | 12   | +1:01.720 | 23º     | 4     |
| 13º  | 5   | Danny De Boer      | MQP Racing                   | Suzuki GSX-R1000 K8 | 12   | +1:02.726 | 25º     | 3     |
| 14º  | 107 | Niccolò Rosso      | Azione Corse                 | Honda CBR1000RR     | 12   | +1:02.946 | 35º     | 2     |
| 15º  | 41  | Gregory Junod      | PCP Peko Racing              | Yamaha YZF-R1       | 12   | +1:05.181 | 37º     | 1     |
| 16º  | 60  | Peter Hickman      | Ultimate Racing              | Yamaha YZF-R1       | 12   | +1:07.026 | 21º     |       |
| 17º  | 82  | Franck Millet      | YZF Yamaha Junior            | Yamaha YZF-R1       | 12   | +1:10.043 | 32º     |       |
| 18º  | 154 | Tommaso Lorenzetti | Celani Team Suzuki Italia    | Suzuki GSX-R1000 K8 | 12   | +1:10.558 | 14º     |       |
| 19º  | 51  | Michele Pirro      | Yamaha Lorenzini by Leoni    | Yamaha YZF-R1       | 12   | +1:10.929 | 6º      |       |
| 20º  | 132 | Yoann Tiberio      | Team Pedercini               | Kawasaki ZX-10R     | 12   | +1:12.777 | 27º     |       |
| 21º  | 12  | Alessio Aldrovandi | Team Pedercini               | Kawasaki ZX-10R     | 12   | +1:13.377 | 26º     |       |
| 22º  | 24  | Marko Jerman       | MD Team Jerman               | Honda CBR1000RR     | 12   | +1:18.026 | 33º     |       |
| 23º  | 99  | Roy Ten Napel      | MQP Racing                   | Suzuki GSX-R1000 K8 | 12   | +1:18.515 | 28º     |       |
| 24º  | 57  | Cameron Stronach   | O Six Kawasaki Supported     | Kawasaki ZX-10R     | 12   | +1:46.326 | 36º     |       |
| 25º  | 58  | Robert Gianfardoni | R.G. Team                    | Ducati 1098R        | 11   | +1 giro   | 34º     |       |
| 26º  | 78  | Freddy Foray       | Coutelle Junior Team Suzuki  | Suzuki GSX-R1000 K8 | 11   | +1 giro   | 39º     |       |

#### Ritirati
| Nº  | Pilota           | Squadra                     | Motocicletta        | Giri | Griglia |
| --- | ---------------- | --------------------------- | ------------------- | ---- | ------- |
| 7   | René Märh        | KTM Mähr Superstock         | KTM 1190 RC8        | 10   | 20º     |
| 88  | Kenny Foray      | Zone Rouge                  | Yamaha YZF-R1       | 7    | 22º     |
| 66  | Branko Srdanov   | Zone Rouge                  | Yamaha YZF-R1       | 6    | 31º     |
| 81  | Pauli Pekkanen   | KTM Mähr Superstock         | KTM 1190 RC8        | 5    | 11º     |
| 113 | Sheridan Morais  | Team Pedercini              | Kawasaki ZX-10R     | 4    | 18º     |
| 30  | Michaël Savary   | Coutelle Junior Team Suzuki | Suzuki GSX-R1000 K8 | 4    | 29º     |
| 90  | Michal Drobný    | Intermoto Czech             | Honda CBR1000RR     | 2    | 30º     |
| 87  | Gareth Jones     | MIST Suzuki Racing          | Suzuki GSX-R1000 K8 | 1    | 19º     |
| 96  | Matěj Smrž       | MS Racing                   | Honda CBR1000RR     | 0    | 12º     |
| 71  | Claudio Corti    | Yamaha Motor Italia J.T.    | Yamaha YZF-R1       | 0    | 10º     |
| 23  | Chris Seaton     | Celani Team Suzuki Italia   | Suzuki GSX-R1000 K8 | 0    | 2º      |
| 8   | Andrea Antonelli | Althea Racing AX 52         | Honda CBR1000RR     | 0    | 38º     |
| 119 | Michele Magnoni  | Yamaha Lorenzini by Leoni   | Yamaha YZF-R1       | 0    | 9º      |